# Temürtaht
Temürtaht ist ein Dorf (Köy) im Landkreis Mazgirt der türkischen Provinz Tunceli. Im Jahr 2011 lebten in Temürtaht 110 Menschen.